# Вовк Юліан Олександрович
Вовк Юліан Олександрович (нар. 6 травня 1923, м. Калачі, Воронезька область — пом. 1 липня 2000, Харків) — український вчений-правознавець, професор кафедри земельного права і правової охорони природи Харківського юридичного інституту, професор, доктор юридичних наук.

## Біографія
Народився 6 травня 1923 року у місті Калачі Воронезької області. З 1941 по 1942 рік — курсант Московського артилерійського училища. У 1942—1947 роках — командир батареї мінометного полку. Воював на Волховському та Ленінградському фронтах. Військове звання — капітан.
У 1949 році закінчив Харківський юридичний інститут (зараз Національний університет «Юридична академія України імені Ярослава Мудрого»). З 1952 року — асистент, старший викладач, доцент кафедри трудового, колгоспного та земельного права Харківського юридичного інституту. У 1963—1969 роках очолював цю кафедру як завідувач. З 1974 року — професор кафедри земельного права і правової охорони природи.
У 1953 році захистив кандидатську дисертацію «Право вторинного користування землями колгоспів», у 1972 році — докторську дисертацію «Колгоспне трудове правовідношення».
Помер Юліан Олександрович Вовк 1 липня 2000 року.

## Наукова діяльність
Наукова діяльність пов'язана з проблемами правового регулювання земельних і колгоспних (аграрних) відносин. Уперше у колишньому СРСР визначив місце, значення природоресурсового права і правової охорони навколишнього природного середовища у правовій системі, а також розробив методологію викладання відповідної навчальної дисципліни.
Стояв біля витоків кафедри екологічного права і сприяв формуванню її науково-педагогічного колективу. Підготував 10 кандидатів юридичних наук.
Опублікував близько 90 наукових праць, основними серед яких є:
- «Договірні відносини колгоспів з організаціями та підприємствами»
- «Колгоспне трудове правовідношення»
- «Радянське земельне право»
- «Радянське природоресурсове право»
- «Правова охорона навколишнього середовища»

## Нагороди
Нагороджений орденом Вітчизняної війни II ступеня, медалями та почесними відзнаками.